# راجین-گویوک

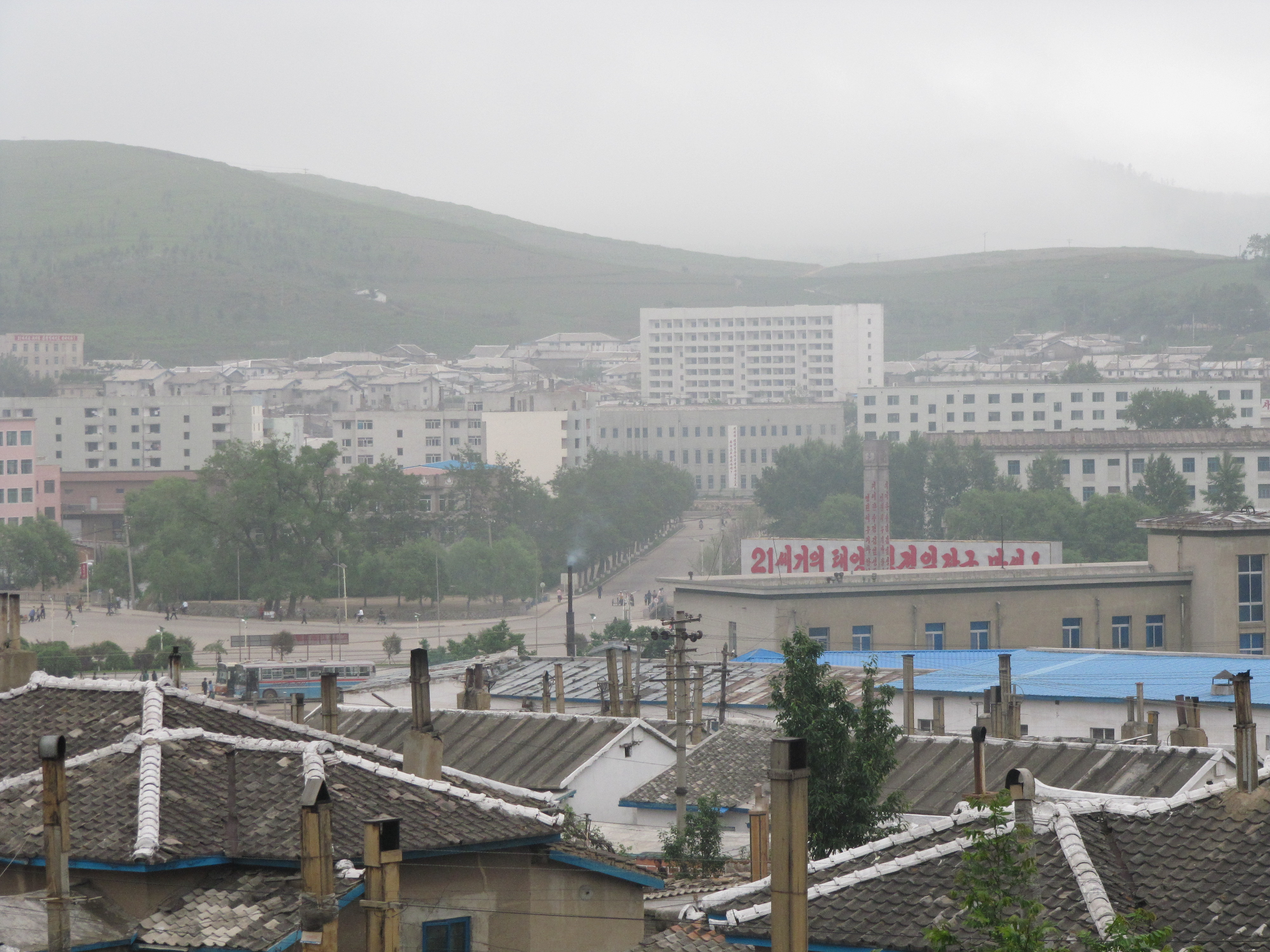
نمایی از راجین-گویوک، بخشی در راسون، کره شمالی - ۲۰۱۱

راجین-گویوک (انگلیسی: Rajin-guyok) بخشی در کشور کره شمالی است که در راسون واقع شده‌است.